# Esben Reinholt
Esben Reinholt (* 13. April 1993 in Horsens) ist ein ehemaliger dänischer Basketballspieler.

## Werdegang
Reinholts Vater Steffen war Spieler von Horsens IC (HIC) und Nationalspieler. Noch als Jugendspieler wechselte Reinholt vom HIC zu KK Split nach Kroatien. In der Saison 2012/13 wurde er in 18 Spielen der Adriatischen Basketballliga eingesetzt und kam auf 1,8 Punkte je Begegnung.
2013 nahm der Däne ein Angebot von Dinamo Sassari aus Italien an. Er wurde von Sassari während des Spieljahrs 2013/14 in vier Begegnungen des Wettbewerbs EuroCup eingesetzt, in der Serie A spielte er nicht. Im Januar 2014 wurde Reinholt von Sassari erstmals ausgeliehen und kam auf diese Weise zum spanischen Zweitligisten Força Lleida, für den er elf Ligaspiele bestritt.
Zur Saison 2014/15 schickte Sassari den Dänen per Leihe zu Spirou Charleroi nach Belgien. Er spielte mit der Mannschaft auch im EuroCup. Mitte November 2014 wurde Reinholt entlassen, da in einer Dopingprobe, die er nach einem Länderspiel mit Dänemark abgegeben hatte, ein verbotener Stoff entdeckt wurde und der Däne vom Weltverband FIBA für zwei Monate gesperrt wurde. Nach dem Ende der Sperre spielte Reinholt von Ende Januar 2015 bis zum Schluss der Saison 2014/15 für seinen Heimatverein Horsens IC. Er trug zum Gewinn der dänischen Meisterschaft bei, verletzte sich jedoch und fehlte in der Saisonschlussphase.
Zu Beginn der Saison 2015/16 weilte er kurz beim schwedischen Erstligisten Södertälje BBK und war dann längere Zeit vereinslos. Zur Saison 2016/17 wechselte er zu BC Montbrison in die vierte französische Liga, Mitte Oktober 2016 kam es wieder zu Trennung. Ab November 2016 spielte Reinholt für den Zweitligisten EBAA Aarhus in seinem Heimatland. Die Mannschaft diente den Bakken Bears als Ausbildungsmannschaft für Nachwuchsspieler. Er kam auch zu fünf Erstligaeinsätzen mit den Bakken Bears, war damit am Gewinn der dänischen Meisterschaft 2017 beteiligt.
Zur Saison 2017/18 schloss er sich wieder seinem Heimatverein Horsens IC in der ersten dänischen Liga an. Ende Januar 2018 ging er erneut ins Ausland und spielte bis zum Ende des Spieljahres 2017/18 für CB Naron in der vierthöchsten Spielklasse Spaniens, Liga EBA. In Naron spielte er in derselben Mannschaft wie sein Bruder Tobias Reinholt.
Im Spieljahr 2018/19 stand er in Diensten des dänischen Erstligisten Randers Cimbria, von 2019 bis 2021 dann beim Ligakonkurrenten Team FOG Næstved. Nach einem kurzen Abstecher zum spanischen Viertligisten AD Cantbasket 04 (September und Oktober 2021) spielte Reinholt ab Mitte November 2021 wieder in Randers, wurde aber wie schon in Næstved immer wieder von Verletzungen zurückgeworfen. In der Sommerpause 2022 wechselte er erneut zum Horsens IC. Für die Mannschaft spielte er zuletzt im April 2023.

### Nationalmannschaft
Reinholt war dänischer Jugendnationalspieler, nahm in den Altersklassen U16, U18 und U20 an B-Europameisterschaften teil. Später war er Herrennationalspieler.